# Les Velluire-sur-Vendée
Les Velluire-sur-Vendée é uma comuna francesa na região administrativa do País do Loire, no departamento da Vendeia. Estende-se por uma área de 26.60 km². Em 2010 a comuna tinha 1 404 habitantes (densidade: 52,8 hab./km²).
Foi criada em 1 de janeiro de 2019, a partir da fusão das antigas comunas de Le Poiré-sur-Velluire (sede da comuna) e Velluire.